# Harry Braverman
Harry Braverman (1920—Agosto de 1976) foi um escritor revolucionário estadunidense. Algumas vezes usou o pseudônimo de Harry Frankel.

## História
Braverman tornou-se militante do movimento trotskista estadunidense em 1937 e logo juntou-se ao recém-fundado Partido Socialista dos Trabalhadores (SWP, na sigla em inglês).
Na década de 1950, Harry Braverman foi um dos líderes da assim chamada Cochranite tendency, uma corrente liderada por Bert Cochran no âmbito do Partido Socialista dos Trabalhadores. Os Cochranites rejeitaram a agitação revolucionária sob a dupla pressão da relativa prosperidade capitalista pós-Segunda Guerra Mundial e da "caça às bruxas" anticomunista movida pelo macartismo. Argumentavam que a presente expansão capitalista iria durar pelo menos por um longo período de tempo, o que inviabilizava a renovação da luta revolucionária por parte da classe trabalhadora. Eventualmente, os Cochranites, incluindo Braverman, foram expulsos do SWP. Formaram então a American Socialist Union, em cujo periódico Braverman era um contribuinte constante.
No início dos anos 1960, Harry Braverman trabalhou como editor para a Grove Press, onde foi fundamental para a publicação da The Autobiography of Malcolm X. O livro mais importante de Braverman foi Labor and Monopoly Capital: The Degradation of Work in the Twentieth Century, o qual examina o efeito degradante do capitalismo sobre o trabalho na América. O livro foi publicado em 1974. Braverman morreu de câncer em Agosto de 1976.